# Jürg Stenzl

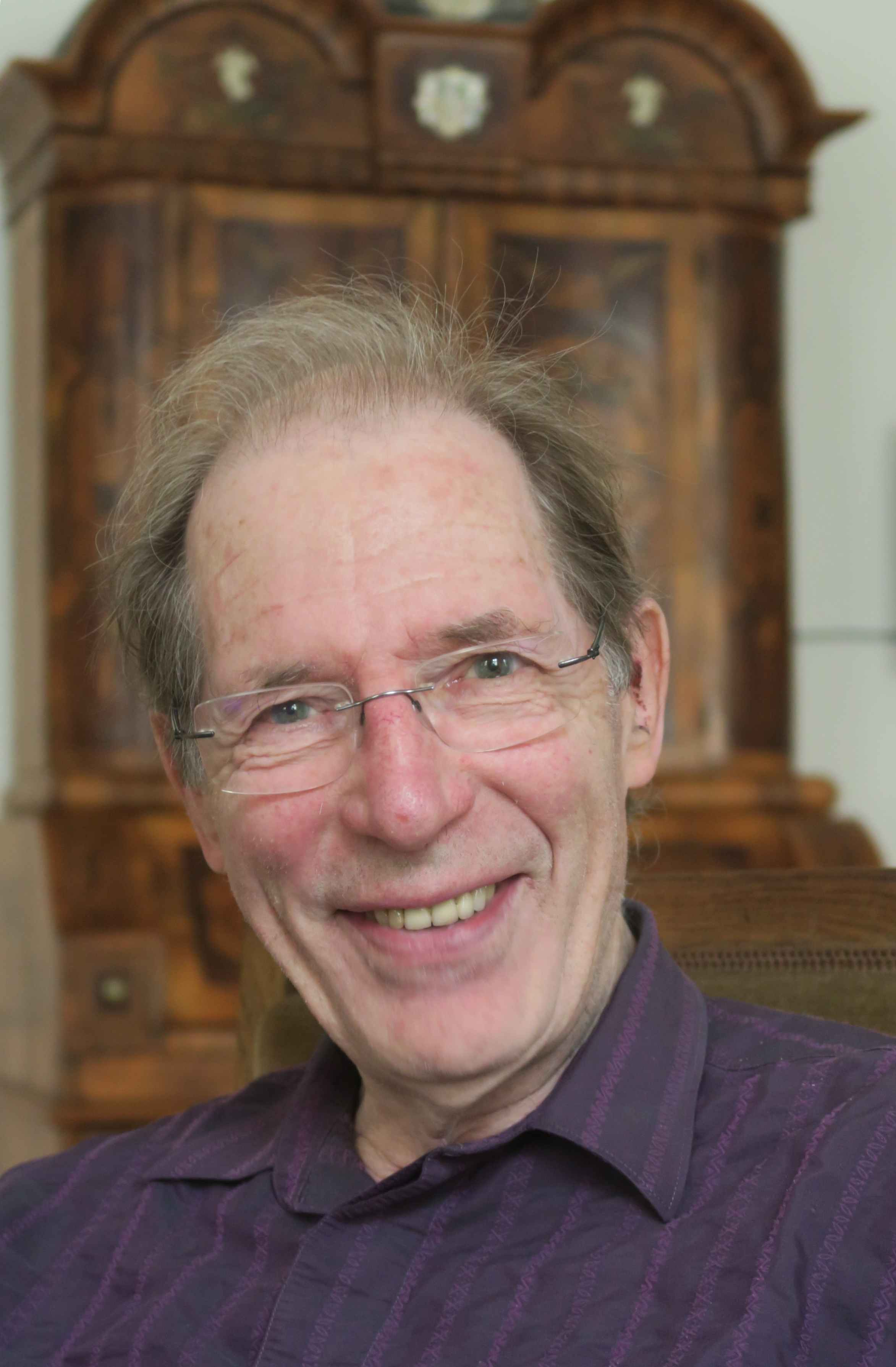
Jürg Stenzl in Wien, Oktober 2018

Jürg Thomas Stenzl (* 23. August 1942 in Basel) ist ein Schweizer Musikwissenschaftler, Autor und Hochschullehrer.

## Leben
Jürg Stenzl begann seine musikalische Ausbildung 1949, erhielt zunächst Flöten- und Violinunterricht. Ab 1961 studierte er Oboe bei Walter Huwyler und von 1963 bis 1968 Musikwissenschaft, deutsche Literatur und Philosophie an der Universität Bern (bei Arnold Geering und Lucie Dikenmann-Balmer) sowie 1965 an der Pariser Sorbonne, wo er bei Jacques Chailley hörte. Mit der Dissertation Die Vierzig Clausulae der Handschrift Paris, Bibliothèque nationale latin 15139 (Saint-Victor – Clausulae), einer Arbeit über die Musik des 13. Jahrhunderts, wurde er 1968 an der Universität Bern zum Dr. phil. promoviert. 1970 erschien die Arbeit als Publikation der Schweizerischen Musikforschenden Gesellschaft.
Von 1969 bis zu seiner Habilitation 1974 als Assistent von Luigi Ferdinando Tagliavini und von 1980 bis 1991 als Titularprofessor unterrichtete er Musikwissenschaft an der Université de Fribourg (Schweiz). Danach war er Vertretungs- und Gastprofessor, so von 1988 bis 1990 für Carl Dahlhaus an der TU Berlin, 1990 in Cremona/Italien (1990) und 1991/92 bzw. 1996 an der Universität Bern.
1992/93 war Stenzl künstlerischer Direktor der Universal Edition in Wien. An der dortigen Universität habilitierte er sich 1993 ein zweites Mal, diesmal über die italienische Musik von 1922 bis 1952. Stenzl war von 1994 bis 1996 Gastprofessor an der Musikhochschule Graz und 2003 Visiting Professor an der Harvard University in Cambridge, Massachusetts.
Ab 1996 war er als Nachfolger von Gerhard Croll ordentlicher Universitätsprofessor für Historische Musikwissenschaft und Vorstand des Fachbereichs Kunst-, Musik- und Tanzwissenschaft der Universität Salzburg. Gemeinsam mit Claudia Jeschke baute er das Institut 2004 aus. Die Salzburger Tätigkeit endete mit der Emeritierung im Jahr 2010.
Er ist ferner vielfältig als Autor und Musikkritiker (Neue Zürcher Zeitung, Frankfurter Allgemeine Zeitung, Süddeutsche Zeitung, Berliner Zeitung und seit 1992 für den Falter) tätig. Von 1975 bis 1983 war er Herausgeber der Schweizer Musikzeitung und von 1983 bis 1992 Mitherausgeber von Contrechamps und Musica/Realtà. Er gilt als Förderer von Neuer Musik, so war er von 1982 bis 1988 Kongressorganisator in Boswil und ab 1985 Leiter von Konzertreihen (Festival Belluard Bollwerk International (1985 bis 1990) und Musiques du Frizième Siècle (in der Kunsthalle Fri Art, 1990 bis 1994)) in Freiburg im Üechtland. Stenzl gehört seit 1992 dem Kuratorium des Experimentalstudios des SWR in Freiburg im Breisgau an, dessen Vizepräsident er ist. 1994 war er Programmberater der Donaueschinger Musiktage. Von 2003 bis 2005 war er Vorsitzender des Salzburger Landes-Kulturbeirates, dem er seit 1998 angehört. 2006 konzipierte er die Kontrapunkte-Konzerte bei den Osterfestspielen Salzburg. Außerdem war er als Produktionsdramaturg tätig. Stenzl ist ehemaliges Mitglied des Zentralinstitutes für Mozart-Forschung der Internationalen Stiftung Mozarteum in Salzburg.
Er veröffentlichte hauptsächlich Bücher und Aufsätze zur europäischen Musikgeschichte vom Mittelalter bis zu Gegenwart, darunter zu Arcangelo Corelli, Georg Friedrich Händel und Alban Berg. Ein besonderer Forschungsschwerpunkt liegt bei Luigi Nono: Seit 1971 entstand ein Luigi-Nono-Archiv, das als Leihgabe beim Institut für Musikwissenschaft der Universität Salzburg angesiedelt ist. Er verfasste Fachartikel in Pipers Enzyklopädie des Musiktheaters, im Grove Dictionary of Music and Musicians und in Die Musik in Geschichte und Gegenwart.
Jürg Stenzl ist seit 1991 mit Nike Wagner, einer Urenkelin von Richard Wagner, verheiratet und lebt seit der Emeritierung überwiegend in Wien.

## Auszeichnung
- 1986: Liszt-Gedenkplakette des ungarischen Ministeriums für Kultur und Bildung in Anerkennung der Beiträge zur Erforschung der Musik von Franz Liszt und Béla Bartók[7]

## Veröffentlichungen (Auswahl)
Autor
- Die Vierzig Clausulae der Handschrift Paris, Bibliothèque nationale latin 15139: Saint-Victor Clausulae. Dissertation. Haupt, Bern/Stuttgart 1970.
- Von Giacomo Puccini zu Luigi Nono. Italienische Musik 1922–1952. Faschismus – Resistenza – Republik. Knuf, Buren 1990, ISBN 90-6027-639-6.
- Luigi Nono. Rowohlt, Reinbek bei Hamburg 1998, ISBN 3-499-50582-7.
- mit A. T. Schaefer: Die Jahre der Oper 1996 bis 2001 – die Oper des Jahres 1998, 1999, 2000. Hrsg. Staatsoper Stuttgart. Kühlen, Mönchengladbach 2001, ISBN 3-87448-217-0.
- Der Klang des Hohen Liedes – Vertonungen des "Canticum canticorum" vom 9. bis zum Ende des 15. Jahrhunderts. Königshausen & Neumann, Würzburg 2008, ISBN 978-3-8260-3694-1.
- Jean-Luc Godard – musicien. Die Musik in den Filmen von Jean-Luc Godard. Text + Kritik, München 2010, ISBN 978-3-86916-097-9.
- Das Virgil-Offizium Pangens chorus dulce Melos, in: Irene Holzer: Die zwei Salzburger Rupertus-Offizien Eia laude condigna und Hodie posito corpora. Band 6 der Reihe Salzburger Stier. Königshausen & Neumann, Würzburg 2012. ISBN 3826048563
- Auf der Suche nach Geschichte(n) der musikalischen Interpretation. Band 7 der Reihe Salzburger Stier. Königshausen & Neumann, Würzburg 2012.
- Musik für über 1500 Stummfilme. Musique pour plus de 1500 films muets. Music for more than 1500 silent films. Das Inventar der Filmmusik im Pariser Gaumont-Palace (1911–1928) von Paul Fosse. (= Filmwissenschaft. Band 18). Lit-Verlag, Münster 2017, ISBN 978-3-643-50800-3.

Herausgeber
- Carla Henius und Luigi Nono. Briefe, Tagebücher, Notizen. Europäische Verlagsanstalt, Hamburg 1995, ISBN 3-434-50071-5.
- Orchester Kultur. Variationen über ein halbes Jahrhundert. Aus Anlass des 50. Geburtstages des SWF-Sinfonieorchesters. Metzler, Stuttgart/Weimar 1996, ISBN 3-476-01500-9.
- Alessandro Besozzi. Sechs Trios für Oboe oder Violine, Violine und Violoncello oder Fagott, Amadeus-Verlag, Winterthur 1997
- Ernst Krenek. Oskar Kokoschka und die Geschichte von Orpheus und Eurydike. (= Ernst-Krenek-Studien. Band 1). Edition Argus, Schliengen 2005, ISBN 3-931264-30-0.
- mit Ernst Hintermaier und Gerhard Walterskirchen: Salzburger Musikgeschichte. Von Mittelalter bis ins 21. Jahrhundert. Pustet, Salzburg 2005, ISBN 3-7025-0511-3.
- mit Lars E. Laubhold: Herbert von Karajan 1908–1989. Der Dirigent im Lichte einer Geschichte der musikalischen Interpretation. Pustet, Salzburg 2008, ISBN 978-3-7025-0583-7.